# Archgoat
Archgoat es una banda de death metal y black metal formada en Finlandia en 1989. Hay tres miembros en la banda, Angelslayer (voces/bajo), Ritual Butcherer (guitarra) and Blood Desecrator (batería). Su primer Demo , Jesus Spawn fue lanzado en 1992. Los miembros de Archgoat se declararon practicantes del satanismo y el ocultismo, y sus letras se componen de temas anticristianos.

## Biografía
Archgoat se formó en 1989 en Turuk, Finlandia. Su primer demo fue lanzada en 1992 titulada, Jesus Spawn. En 1992 Archgoat consiguió un contrato con el sello discográfico Necropolis Records. En 1993 lanzaron su primer EP llamado Angelcunt (Tales of Desecration). En 1993, Archgoat se tomó un descanso, porque tenía la sensación de que no tenía cabida en una escena de black metal comercial.

En 2004 volvieron de nuevo a la escena del Black metal y relanzaron su EP de 1993 pero ahora llamado Angelslaying Black Fucking Metal a través del sello discográfico Hammer of Hate Records. Durante ese tiempo el baterista original fue sustituido por Leneth the Unholy Carnager convirtiéndose en el baterista permanente del grupo. En 2005 Archgoat dio su primer concierto en Finlandia.

El álbum llamado The Light-Devouring Darkness fue lanzado el nueve de febrero de 2009 y el 27 de enero de 2015 publican a través del sello Debemur Morti Productions, el larga duración intitulado "The Apocalyptic Triumphator", en formato Vinyl 12" (33⅓ RPM). En dicha producción se puede apreciar una clara evolución en el sonido de la banda, respecto a una mejor calidad de grabación y audio por demás notables en el álbum, aunque sin sacrificar en ningún momento ni el estilo ni la propuesta, ya característicos de la banda.

## Discografía

### Álbumes de estudio
- Whore of Bethlehem (2006)
- The Light-Devouring Darkness (2009)
- The Apocalyptic Triumphator (2015)
- The Luciferian Crown (2018)
- Worship The Eternal Darknnes (2021)

### EP
- Angelcunt (Tales of Desecration) (1993)
- Angelslaying Black Fucking Metal (2004)
- "Heavenly Vulva (Christ's Last Rites)" (2011)

### Demos/promos
- Jesus Spawn (1992)
- Penis Perversor (1993)

### Álbumes en vivo
- ' 'Archgoat and Black Witchery (2008)

### Álbumes recopilatorios
- Messe Des Morts / Angel Cunt (1999) (with Beherit)
- "The Aeon of The Angelslaying Darkness" (2010)

## Miembros

### Current members
- Angelslayer (Growls of the Fullmoon)
- Ritual Butcherer (Axe of Black Mass)
- Sinister Karppinen (1990–presente) (Torture Killer, Demigod)

### Former members
- Blood Desecrator
- Leneth the Unholy Carnager